# Skandawa (stacja kolejowa)

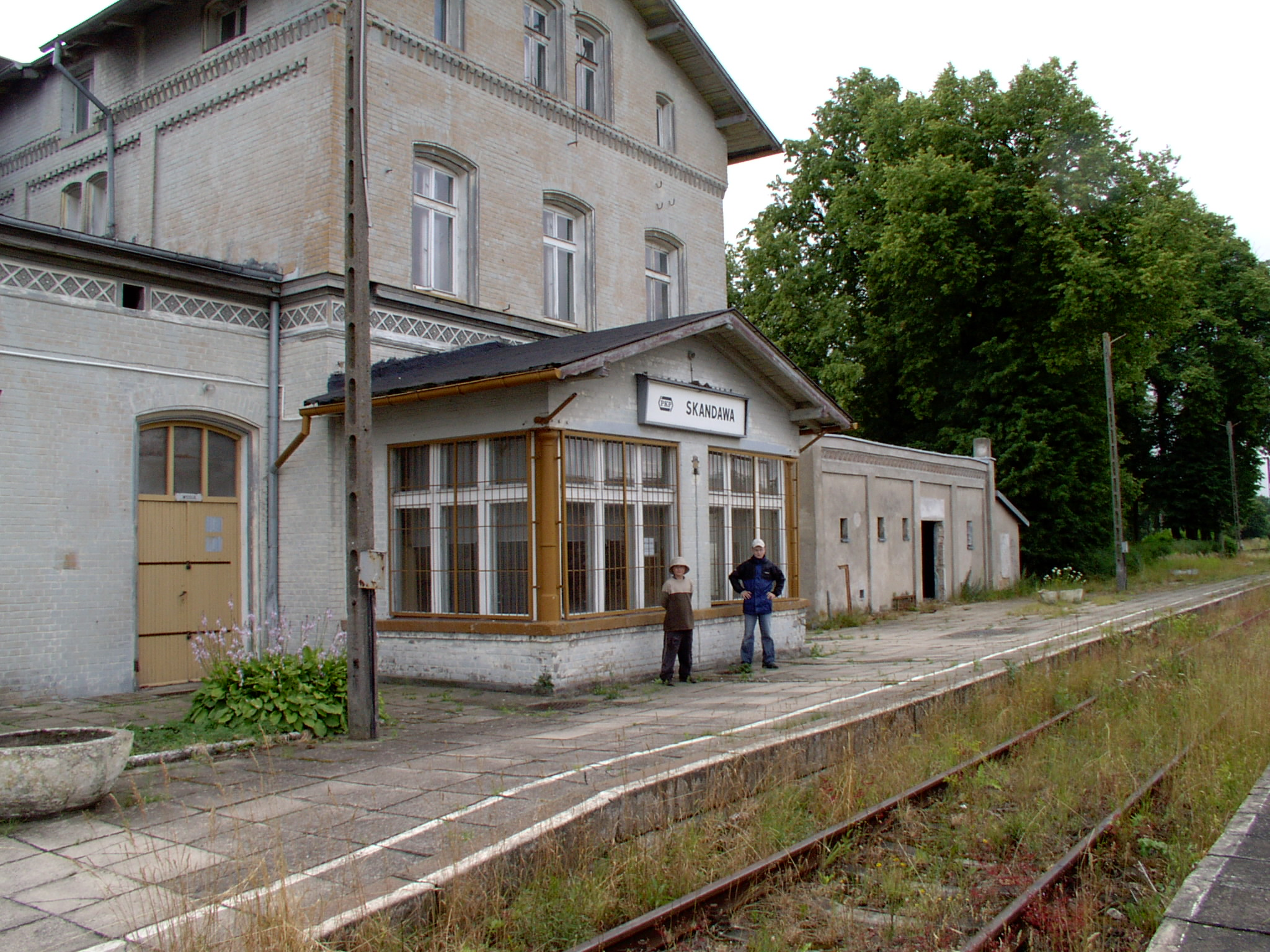
Dworzec kolejowy

Skandawa – stacja kolejowa w Skandawie, w gminie Barciany, w powiecie kętrzyńskim, w województwie warmińsko-mazurskim. 
Pierwszy pociąg przejechał linią przez Skandawę w grudniu 1871 roku. Rosjanie, którzy dotarli tu w 1945, zdemontowali torowiska i wywieźli je wraz z przejętymi wagonami i parowozami jako łup wojenny. Później władze na nowo zaczęły układać szyny, ze względu na to, że trasa Legnica - Wrocław - Poznań - Toruń - Olsztyn - Korsze - Skandawa - granica państwa, a dalej Żeleznodorożnyj była strategicznie ważna, głównie dla Rosjan (względy militarne i gospodarcze). Obecnie przez stację nie przejeżdżają pociągi pasażerskie. Aktualnie mieści się tu posterunek straży granicznej. 
W 2024 r. budynek dworcowy został ujęty w wojewódzkiej ewidencji zabytków.